# Kong Fanyu
Kong Fanyu (chiń. 孔繁玉; ur. 6 czerwca 1993 w Anshan) – chińska narciarka dowolna, specjalistka w skokach akrobatycznych, brązowa medalistka igrzysk olimpijskich.
Po raz pierwszy w zawodach Pucharu Świata wystąpiła 17 grudnia 2010 roku w Beidahu, gdzie zajęła 10. miejsce. Tym samym już w debiucie zdobyła pierwsze punkty. Na podium zawodów tego cyklu pierwszy raz znalazła się 19 lutego 2011 roku w Raubiczy, kończąc rywalizację na trzeciej pozycji. Wyprzedziły ją tam tylko rodaczka Cheng Shuang i Ashley Caldwell z USA. W sezonie 2021/2022 zajęła drugie miejsce w klasyfikacji generalnej skoków akrobatycznych.
Na igrzyskach olimpijskich w Pjongczangu w 2018 roku zajęła trzecie miejsce. Wyprzedziły ją jedynie Białorusinka Hanna Huśkowa i kolejna reprezentantka Chin, Zhang Xin. Była też między innymi piąta podczas rozgrywanych w 2011 roku mistrzostw świata w Deer Valley. Na rozgrywanych w 2022 roku igrzyskach olimpijskich w Pekinie zajęła szóstą pozycję.

## Osiągnięcia

### Igrzyska olimpijskie
| Miejsce | Dzień     | Rok  | Miejscowość | Konkurencja        | Zwycięzca     |
| ------- | --------- | ---- | ----------- | ------------------ | ------------- |
| 3.      | 16 lutego | 2018 | Pjongczang  | Skoki akrobatyczne | Hanna Huśkowa |
| 6.      | 14 lutego | 2022 | Pekin       | Skoki akrobatyczne | Xu Mengtao    |

### Mistrzostwa świata
| Miejsce | Dzień       | Rok  | Miejscowość | Konkurencja                  | Zwycięzca         |
| ------- | ----------- | ---- | ----------- | ---------------------------- | ----------------- |
| 5.      | 4 lutego    | 2011 | Deer Valley | Skoki akrobatyczne           | Cheng Shuang      |
| 11.     | 7 marca     | 2013 | Voss        | Skoki akrobatyczne           | Xu Mengtao        |
| 14.     | 15 stycznia | 2015 | Kreischberg | Skoki akrobatyczne           | Laura Peel        |
| 2.      | 19 lutego   | 2023 | Bakuriani   | Skoki akrobatyczne drużynowo | Stany Zjednoczone |
| 1.      | 23 lutego   | 2023 | Bakuriani   | Skoki akrobatyczne           | –                 |

### Puchar Świata

#### Miejsca w klasyfikacji generalnej
- sezon 2010/2011: 43.
- sezon 2011/2012: 17.
- sezon 2012/2013: 127.
- sezon 2013/2014: 34.
- sezon 2014/2015: 36.
- sezon 2015/2016: 50.
- sezon 2016/2017: 138.
- sezon 2017/2018: 53.
- sezon 2018/2019: –
- sezon 2019/2020: 34.

Od sezonu 2020/2021 klasyfikacja skoków akrobatycznych jest jednocześnie klasyfikacją generalną.
- sezon 2020/2021: –
- sezon 2021/2022: 2.
- sezon 2022/2023: 12.
- sezon 2023/2024: 10
- sezon 2024/2025: –

#### Miejsca na podium w zawodach
1. Raubiczy – 19 lutego 2011 (skoki) – 3. miejsce
2. Lake Placid – 20 stycznia 2012 (skoki) – 3. miejsce
3. Lake Placid – 21 stycznia 2012 (skoki) – 3. miejsce
4. Deer Valley – 3 lutego 2012 (skoki) – 3. miejsce
5. Moskwa – 10 marca 2012 (skoki) – 1. miejsce
6. Pekin – 21 grudnia 2014 (skoki) – 3. miejsce
7. Pekin – 19 grudnia 2015 (skoki) – 1. miejsce
8. Deer Valley – 12 stycznia 2018 (skoki) – 3. miejsce
9. Shimao – 22 grudnia 2019 (skoki) – 3. miejsce
10. Ruka – 2 grudnia 2021 (skoki) – 1. miejsce
11. Ruka – 3 grudnia 2021 (skoki) – 2. miejsce
12. Le Relais – 5 stycznia 2022 (skoki) – 3. miejsce
13. Deer Valley – 12 stycznia 2022 (skoki) – 2. miejsce
14. Deer Valley – 3 lutego 2023 (skoki) – 3. miejsce
15. Engadyna – 5 marca 2023 (skoki) – 3. miejsce
16. Changchun – 16 grudnia 2023 (skoki) – 2. miejsce
17. Ałmaty – 10 marca 2024 (skoki) – 3. miejsce